# Conferència de Ceret
La Conferència de Ceret és una reunió posterior del Tractat dels Pirineus per tal d'establir amb precisió els nous límits entre la monarquia hispànica i França que van ser fruit d'aquest tractat. En aquesta conferència cada part hi va enviar dos representats, pel costat francès foren Pèire de Marca, arquebisbe de Tolosa i representant al Principat de Lluís XIV de França quan aquest fou comte de Barcelona, juntament amb Jacint Serroni, bisbe d'Aurenga. Pel costat hispànic hi havia Miquel de Salbà i de Vallgornera, lloctinent del mestre racional de la Corona d'Aragó, i Josep Romeu de Ferrer, membre de l'Audiència de Catalunya.
Sobre els compromissaris queia un condicionant, enllestir ràpid l'acord per tal que es pogués celebrar el casament entre Maria Teresa d'Àustria i Lluís XIV, acordat també al tractat i que no es podia celebrar si no es tancaven tots els serrells. Les dues corts tenien ganes que aquest casament se celebrés amb celeritat.
El dia 22 de març de 1660 s'iniciaren les conferències a Ceret, al Convent dels Caputxins de Ceret, per a la seva primera part, i desprès dins una casa de mestre de la plaça dels Nou Raigts, per a la segona part. L'obertura va ser a càrrec de Pèire de Marca que va fer un discurs ple d'erudició històrica i geogràfica de la zona, escorat als seus interessos. En aquest discurs va demanar que es lliurés a França, a més del Rosselló i el Conflent, la costa oriental de l'Empordà des de Roses, tota la Cerdanya, la vall de Ribes, la Seu d'Urgell i el vescomtat de Castellbò, per entendre que eren zones al nord dels Pirineus, tal com s'establia a l'article 42 del Tractat dels Pirineus.
A mitjans d'abril la conferència es tancà sense acord. Aquest fet va provocar que de nou fossin els negociadors del Tractat dels Pirineus els que decidissin el futur dels territoris. Així, Luis de Haro i Hugues de Lionne a Saint Jean de Luz van negociar els punts finals i la distribució dels territoris finals, amb la mutilació de la Cerdanya que havia de ser resolta amb un tractat específic. Aquest fet va succeir el 28 de maig de 1660 i el 31 del mateix mes se signava l'aclariment a l'article 42.